# Matías Martínez
Matías Alfredo Martínez (Resistencia, 24 marzo 1988) è un ex calciatore argentino, di ruolo difensore.

## Carriera
Debutta nel massimo campionato argentino il 9 dicembre 2007.
Il 31 agosto 2012, ultimo giorno di calciomercato, passa alla società italiana del Siena in prestito oneroso con diritto di riscatto fissato a un milione di euro. Il giocatore indossa la maglia numero 34.
Dopo neanche una presenza con i toscani, l'11 gennaio 2013 torna in patria per giocare nell'Argentinos Juniors in prestito.
Nel mese di luglio 2013 passa a titolo definitivo al Lanús.

## Palmarès
- Coppa Sudamericana: 1

Lanús: 2013